# 아흐메드 찰라비
아흐메드 압델 하디 찰라비(아랍어: أحمد عبد الهادي الجلبي, 영어: Ahmed Abdel Hadi Chalabi, 1945년 10월 30일 ~ 2015년 11월 3일)는 이라크의 정치인이다. 이라크 국민회의(Iraqi National Congress, INC)의 설립자로 이브라힘 알자파리 총리 밑에서 부총리, 석유부 장관을 맡았다. 2005년 12월 총선에서 낙선하고 내각에서 밀려났다.
찰라비의 이라크 국민회의는 2003년 이라크 침공 이전 미국에 사담 후세인 정권의 대량살상무기 프로그램과 알카에다와의 연루 의혹 등의 부정확한 정보를 제공했다. 2015년 심근경색으로 사망했다.